# Готфрид I фон Вианден
Готфрид I фон Вианден (на немски: Gottfried I von Vianden; * ок. 1260; † между 10 декември 1307 и 18 октомври 1310) е граф на Вианден и господар на Гримберген.

## Произход
Той е син на Филип I фон Вианден († 1273) и съпругата му Мари дьо Брабант-Первез († 1289), дъщеря на Готрид дьо Льовен-Первез († 1257) и Аликс фон Гримберген († 1250). Внук е на Хайнрих I фон Вианден и Маргьорит дьо Куртене-Намюр. Племенник е на Хайнрих I († 1267) епископ на Утрехт, и на Матилда, омъжена за Йоан Ангел, син на император Исаак II и Мария Унгарска.

## Фамилия
Първи брак: ок. 1260 г. с Алайдис ван Ауденарде (* ок. 1260; † 1305), дъщеря на Жан ван Ауденарде († 1293/1294) и Матилда де Крецк († сл. 1296). Те имат децата:
- Филип II фон Вианден (ок. 1280 – 1315/1316), женен I. за Луция фон Нойербург, II. 1272 г. за Аделхайд фон Арнсберг-Ритберг
- Готфрид II фон Вианден (пр. 1315 – 1335 в Кипър), женен за Мария от Фландрия (1322 – ок. 1353)
- Хайнрих фон Вианден († сл. 1351), женен за Аделхайд фон Валкенбург († 1332)
- Маргарета фон Вианден († 1336), омъжена за граф Хайнрих от Фландрия-Нинхофен-Лоди († 1336)

Втори брак: с Лудгард фон Лигни-Фльорс († сл. 1318). Те имат децата:
- Йохан († 1351), каноник в Реймс и Кьолн
- Лудгарда фон Вианден († сл. 1345), омъжена I. за Вернер фон Доле, II. за Йохан III де Зомбрефе († 1354)